# Snow White (pel·lícula de 1902)
Snow White és una pel·lícula muda creada el 1902 per Siegmund Lubin. Fou la primera pel·lícula en adaptar el conte de La Blancaneu i els set nans dels germans Grimm.